# South Weldon
South Weldon – jednostka osadnicza w Stanach Zjednoczonych, w stanie Karolina Północna, w hrabstwie Halifax.